# 오그레
오그레(라트비아어: Ogre)는 라트비아 중부에 위치한 도시로 오그레 시의 행정 중심지이며 면적은 13.58km2, 인구는 26,760명, 인구 밀도는 1,970명/km2이다. 라트비아의 수도인 리가에서 동쪽으로 36km 정도 떨어진 곳에 위치한다. 1206년 문헌에 처음 등장했으며 1929년 시로 승격되었다.

시기
시 문장